# 일서 더랑어
일서 더랑어(Ilse DeLange, 1977년 5월 13일 ~ )는 네덜란드의 가수이다. 더 커먼 리넷츠의 멤버이다. 유로비전 송 콘테스트 2014에 더 커먼 리넷츠의 멤버로서 네덜란드 대표로 참여했다.

## 음반 목록

### 정규
- 《World of Hurt》 (1998)
- 《Livin' on Love》 (2000)
- 《Clean Up》 (2003)
- 《The Great Escape》 (2006)
- 《Incredible》 (2008)
- 《Next to Me》 (2010)
- 《Eye of the Hurricane》 (2012)
- 《Ilse DeLange》 (2018)
- 《Gravel & Dust》 (2019)